# Saygı
Saygı (türkisch: Achtung, Respekt) ist eine der vier ethischen Kategorien, die für das Wertgefüge in der traditionell islamisch-türkischen Kultur von zentraler Bedeutung sind. Sie regelt die Beziehung der Jüngeren zu den Älteren beziehungsweise der Kinder zu den Eltern.
Laut Werner Schiffauer schulden Kinder in ländlichen islamischen Gesellschaften Eltern Respekt und Achtung. „Diese Forderung gründet sich auf die Tatsache, dass das Kind sein Leben den Eltern verdankt und von diesen während der ersten Lebensjahre genährt und gepflegt wird. Diese einseitige und prinzipiell nicht wiedergutzumachende Gabe der Eltern begründet auf der Seite des Kindes die Pflicht der Achtung (saygı)“, wobei im Türkischen mit Achtung weniger ein Gefühl gemeint sei als „eine umfassende Verpflichtung, die neben Gehorsam und Respekt auch die Verpflichtung der Unterstützung im Alter umfasst und die durch zahlreiche und detaillierte Handlungsvorschriften ausgedrückt wird“. So beispielsweise durch „das Verbot, in Gegenwart derjenigen, denen man Achtung schuldet, Alkohol zu trinken, zu rauchen, generell sich gehenzulassen, ihnen zu widersprechen etc.“. Entsprechend sei nie die Rede davon, dass „Achtung ‚empfunden‘ (duymak bzw. hissetmek) werden müsse“, sondern immer nur davon, dass sie „‚gezeigt‘ (göstermek) werden müsse“. Ebenso, wie es gelte, die „Integrität des anderen zu respektieren“ (es sei denn, man lege es auf eine Auseinandersetzung an), sei es notwendig, „dem anderen keinen Zweifel an der eigenen Integrität zu geben“. Dies gebe dem Handeln einen repräsentativen und formalen Zug. Eine Familie müsse vor allem darstellen, „dass die Beziehungen nach innen der Norm gehorchen“. So werde die Achtung (saygı), die die Familienangehörigen dem Vater schuldeten und die als Garant für die Geschlossenheit der Familie gelte, „ebenso gefühlt wie gezeigt (göstermek). Man raucht nicht in Gegenwart des Vaters; setzt sich nicht entspannt hin, wenn er im Raum ist; schweigt, wenn Dritte anwesend sind; widerspricht ihm nicht“. (Die Bauern von Subay, S. 27f., 55.)